# Pavonia fruticosa
Espèce
Synonymes
- Diplopenta leptocarpa (L. f.) Alef.
- Hibiscus guianensis Aubl.
- Hibiscus salicifolius L.
- Lassa fruticosa (Mill.) Kuntze
- Malache leptocarpa (L. f.) Kuntze
- Malache typhaleoides (Kunth) Kuntze
- Pavonia brachypoda Turcz.
- Pavonia fruticosa var. typhalea (L.) Stehlé
- Pavonia glomerata Casar.
- Pavonia guianensis (Aubl.) Hochr.
- Pavonia leptocarpa (L. f.) Cav.
- Pavonia surinamensis Miquel in Hoeven & DeVriese
- Pavonia typhalaea L.
- Pavonia typhalea (L.) Cav.
- Pavonia typhalea var. cavanillesii Triana & Planch.
- Pavonia typhalea (L.) Cav. var. typhalea
- Pavonia typhaleoides Kunth
- Sida fruticosa Mill. - Basionyme
- Typhalea fruticosa (Mill.) Britton
- Urena leptocarpa L. f.
- Urena longicuspis Turcz.
- Urena typhalea L.[2]

Pavonia fruticosa est une espèce de plante à fleur appartenant à la famille des Malvaceae.

## Description
Pavonia fruticosa est un sous-arbrisseau haut de 0,5–1,5 m.
Ses feuilles sont oblongues-elliptiques à obovales.
Ses inflorescences sont souvent capituliformes
Ses 5–7 bractées involucellaires, sont larges de 2–4 mm.
Les épines apicales sont serrées les unes contre les autres, avec les 2 épines latérales distantes de moins d'1 mm à leur base.
Son fruit est un méricarpes portant 3 épines barbelées rétrorses.

## Répartition
Pavonia fruticosa est présent du Costa Rica au  Brésil en passant par le Panama, les Antilles, la Colombie, le Guyana, le Suriname, la Guyane, l'Équateur, le Pérou, et la Bolivie.

## Écologie
Pavonia fruticosa est présent dans les forêts sempervirentes de plaine et lisières de forêt, depuis le niveau de la mer jusqu'à 200 m au Venezuela.

## Taxonomie
Aublet rapporte avoir rencontré cette espèce en Guyane, et a publié ce taxon sous le nom synonyme d’Hibiscus guianensis à partir du dessin fait par Plumier, d'après une plante que ce dernier dit avoir communément rencontrée dans les forêts de Saint-Domingue, où elle était appelée Avoine de chien en raison de la ressemblance de ses graines avec celle de la folle avoine :
« HIBISCUS (Guianenſis) foliis ovato-oblongis, denticulis acutis; fructu quadri & quinque-capſulari, capſulis aculeatis, aculcis recurvis.

Abutilon folio oblongo, ſerrato, fructu minore tricuſpidato. Plum. Mſſ. tab. 13 . tom. 4. »
— Fusée-Aublet, 1775.